# Donnai-Barrow-Syndrom
Das Donnai-Barrow-Syndrom ist eine sehr seltene angeborene Erkrankung mit zahlreichen Fehlbildungen wie Gesichtsdysmorphie, Augenveränderungen, Hörverlust, Corpus-callosum-Agenesie und geistiger Behinderung.
Synonyme sind: DBS/FOAR-Syndrom; Fazio-okulo-akustiko-renales Syndrom; FOAR-Syndrom; Holmes-Schepens-Syndrom; Syndrom der Augen- und Gesichtanomalien mit Telekanthus und Schwerhörigkeit; Zwerchfellhernie-Exomphalos-Hypertelorismus-Syndrom; Zwerchfellhernie-Hypertelorismus-Myopie-Schwerhörigkeit-Syndrom
Die Namensbezeichnung bezieht sich auf die Autoren einer Beschreibung aus dem Jahre 1993 durch die britischen Humangenetiker Dian Donnai und Margaret Barrow, bzw. auf einen Bericht bereits aus dem Jahre 1972 durch L. B. Holmes und C. L. Schepens.
Nach einem Bericht von L. S. Regenbogen und G. J. Coscas existiert auch die Bezeichnung "Regenbogen-Donnai-Syndrom".
Die Erstbeschreibung stammt wohl von J. L. Murdoch, M. C. Mengel aus dem Jahre 1971.

## Verbreitung
Die Häufigkeit wird mit unter 1 zu 1.000.000 angegeben, bislang wurde über etwa 50 Betroffene berichtet. Die Vererbung erfolgt autosomal-rezessiv.

## Ursache
Der Erkrankung liegen Mutationen im LRP2-Gen auf Chromosom 2 Genort q31.1 zugrunde, welches für das Rezeptorprotein Megalin (low-density lipoprotein receptor-related protein 2) kodiert.

## Klinische Erscheinungen
Klinische Kriterien sind:
- Krankheitsbeginn bereits vor der Geburt oder als Neugeborenes
- Balkenmangel, vergrößerte vordere (große) Fontanelle
- Schallempfindung-Schwerhörigkeit
- Hypertelorismus, schräg verlaufende Lidspalten, kurze Nase mit flachem Nasenrücken, hohe breite Stirn,
- Bei etwa der Hälfte Zwerchfellhernie und/oder Omphalozele
- Häufig Entwicklungsverzögerung, Geistige Behinderung
- ausgeprägte Myopie, selten Iriskolobom, Niereninsuffizienz

## Differentialdiagnose
Abzugrenzen sind:
- Pallister-Killian-Syndrom
- Fryns-Syndrom
- Chudley-McCullough-Syndrom
- Akrokallosales Syndrom
- Lowe-Syndrom
- Kranio-fronto-nasale Dysplasie
- Dent-Syndrom

## Heilungsaussicht
Intrauterin sowie perinatal besteht eine hohe Mortalität.